# 小行星3380
小行星3380（3380 Awaji）是一颗绕太阳运转的小行星，为主小行星带小行星。该小行星于1940年3月15日发现。

## 轨道参数
小行星3380的轨道半长轴为2.8422148 UA，离心率为0.025。